# Jeux panaméricains de 1995
Navigation
Édition précédente Édition suivante
Les XIIe Jeux panaméricains ont eu lieu du 11 au 26 mars 1995 à Mar del Plata en Argentine. 5 144 athlètes représentant 42 nations étaient aux prises dans 34 sports. Le karaté, le racquetball, le squash et le triathlon font leur première apparition dans ces Jeux.

## Sports
- Athlétisme (résultats)
- Aviron
- Badminton
- Baseball
- Basket-ball
- Bowling
- Boxe (résultats)
- Canoë-kayak
- Cyclisme (résultats)
- Équitation
- Escrime
- Football
- Gymnastique
- Handball
- Haltérophilie
- Hockey sur gazon
- Judo
- Karaté
- Lutte
- Natation
- Natation synchronisée
- Pentathlon moderne
- Plongeon
- Racquetball
- Roller
- Ski nautique
- Softball
- Squash
- Taekwondo
- Tennis (résultats)
- Tennis de table
- Tir sportif
- Triathlon
- Voile
- Volley-ball
- Water polo

## Tableau des médailles
| Rang | Nation | Or  | Argent | Bronze | Total |
| ---- | ------ | --- | ------ | ------ | ----- |
| 1    | USA    | 170 | 145    | 110    | 425   |
| 2    | CUB    | 112 | 66     | 60     | 238   |
| 3    | CAN    | 47  | 61     | 69     | 177   |
| 4    | ARG    | 40  | 45     | 74     | 159   |
| 5    | MEX    | 23  | 20     | 37     | 80    |
| 6    | BRA    | 18  | 27     | 37     | 82    |
| 7    | VEN    | 9   | 14     | 25     | 48    |
| 8    | COL    | 5   | 15     | 28     | 48    |
| 9    | CHI    | 2   | 6      | 10     | 18    |
| 10   | PUR    | 1   | 9      | 12     | 22    |
| 11   | URU    | 1   | 4      | 3      | 8     |
| 12   | GUA    | 1   | 1      | 6      | 8     |
| 13   | DOM    | 1   | 1      | 5      | 7     |
| 14   | AHO    | 1   | 1      | 4      | 6     |
| 15   | ECU    | 1   | 1      | 3      | 5     |
| 16   | PER    | 0   | 3      | 4      | 7     |
| 17   | ISV    | 0   | 3      | 0      | 3     |
| 18   | JAM    | 0   | 2      | 2      | 4     |
| —    | NCA    | 0   | 2      | 2      | 4     |
| 20   | BAH    | 0   | 2      | 1      | 3     |
| 21   | PAR    | 0   | 1      | 2      | 3     |
| 22   | CRC    | 0   | 1      | 1      | 2     |
| 23   | DMA    | 0   | 1      | 0      | 1     |
| —    | ESA    | 0   | 1      | 0      | 1     |
| —    | PAN    | 0   | 1      | 0      | 1     |
| 26   | TRI    | 0   | 0      | 6      | 6     |
| 27   | HON    | 0   | 0      | 2      | 2     |
| —    | SUR    | 0   | 0      | 2      | 2     |
| 29   | ANT    | 0   | 0      | 1      | 1     |
| —    | BER    | 0   | 0      | 1      | 1     |
| —    | VIN    | 0   | 0      | 1      | 1     |